# École spéciale militaire de Saint-Cyr
École spéciale militaire de Saint-Cyr är Frankrikes mest ansedda militärhögskola för officersaspiranter. Skolan grundades av Napoleon 1802. Lektionerna hölls i Fontainebleau till 1808, då skolan flyttade till Saint-Cyr-l'École, en förort till Paris. År 1945 flyttade skolan till sin nuvarande plats, Coëtquidan i Guer kommun (Bretagne).

## Utbildningsprogram
| Inriktning                                            | Civil utbildning och andra krav                                         | Högsta ålder | Utbildningens längd | Examen efter genomförd utbildning | Grad efter genomförd utbildning |
| ----------------------------------------------------- | ----------------------------------------------------------------------- | ------------ | ------------------- | --------------------------------- | ------------------------------- |
| Taktisk-operativ yrkesofficer                         | Classe préparatoire aux grandes écoles eller Akademisk examen grundnivå | 22 år        | 3 år                | Magisterexamen                    | Löjtnant                        |
| Taktisk-operativ yrkesofficer                         | Akademisk examen avancerad nivå                                         | 25 år        | 1 år                | Magisterexamen                    | Löjtnant                        |
| Kontraktsanställd officer inom civil yrkesspecialitet | Akademisk examen grundnivå                                              | 29 år        | 14 veckor           | -                                 | Kadett                          |
| Kontraktsanställd officer i trupptjänst               | Akademisk examen grundnivå                                              | 29 år        | 6 månader           | -                                 | Kadett                          |
| Kontraktsanställd officer i flygtjänst                | Studentexamen högskolebehörighet                                        | 29 år        | 14 veckor           | -                                 | Kadett                          |
| Reservofficer i trupptjänst eller stabstjänst         | Akademisk examen avancerad nivå                                         | 35 år        | 4 veckor            | -                                 | Kadett                          |

Källa: 